# Киселюк Олександр Іванович
Киселюк Олександр Іванович — український теріолог, зоолог, природоохоронець.

## Біографічні деталі
Олександр Киселюк народився 5.04.1961 року в с. Микуличин Івано-Франківської області. Закінчив Ужгородський університет (1983). Спеціалізувався спочатку у галузі паразитології, згодом зоології та екології. Живе в с. Микуличин. Працює в Карпатському НПП.
Старший науковий співробітник (фах «екологія»), кандидат біологічних наук (фах «зоологія»). Заступник директора з наукової роботи Карпатського національного природного парку. Член Ради Теріологічної школи, організатор ювілейної XX Теріошколи в Карпатському НПП.

## Наукові публікації
Автор понад 100 наукових статей та кількох колективних монографії, зокрема:
- «Біорізноманіття Карпатського біосферного заповідника» (Київ, 1997)
- «Теріофауни Карпатського біосферного заповідника» (Київ, 1997)[1]
- Сторінками Червоної книги [Текст] / О. І. Киселюк [та ін.] ; Карпатський національний природний парк. — Яремче: [б.в.], 2001. — 138 с. — Бібліогр.: с. 134—136. — ISBN 966-7524-26-4
- Птахи Карпатського регіону [Текст]: посібник по веденню фенологічних спостережень за птахами / О. І. Киселюк [та ін.]. — Яремче: [Сплайн], 2006. — 163 с.: іл. — Бібліогр.: с. 162.

## Дисертація
Дисертація Олександра Киселюка була однією з перших в Україні за напрямком дослідження структури фауністичних угруповань загалом і за напрямком порівняння теріофауністичних комплексів за висотними поясами.
- Киселюк Олександр Іванович. Населення дрібних ссавців заповідних екосистем Східних Карпат: Дис… канд. біол. наук: 03.00.08 — зоологія / Карпатський національний природний парк. — Київ, 1998. — 107 с.

## Робота в наукових товариствах та об'єднаннях

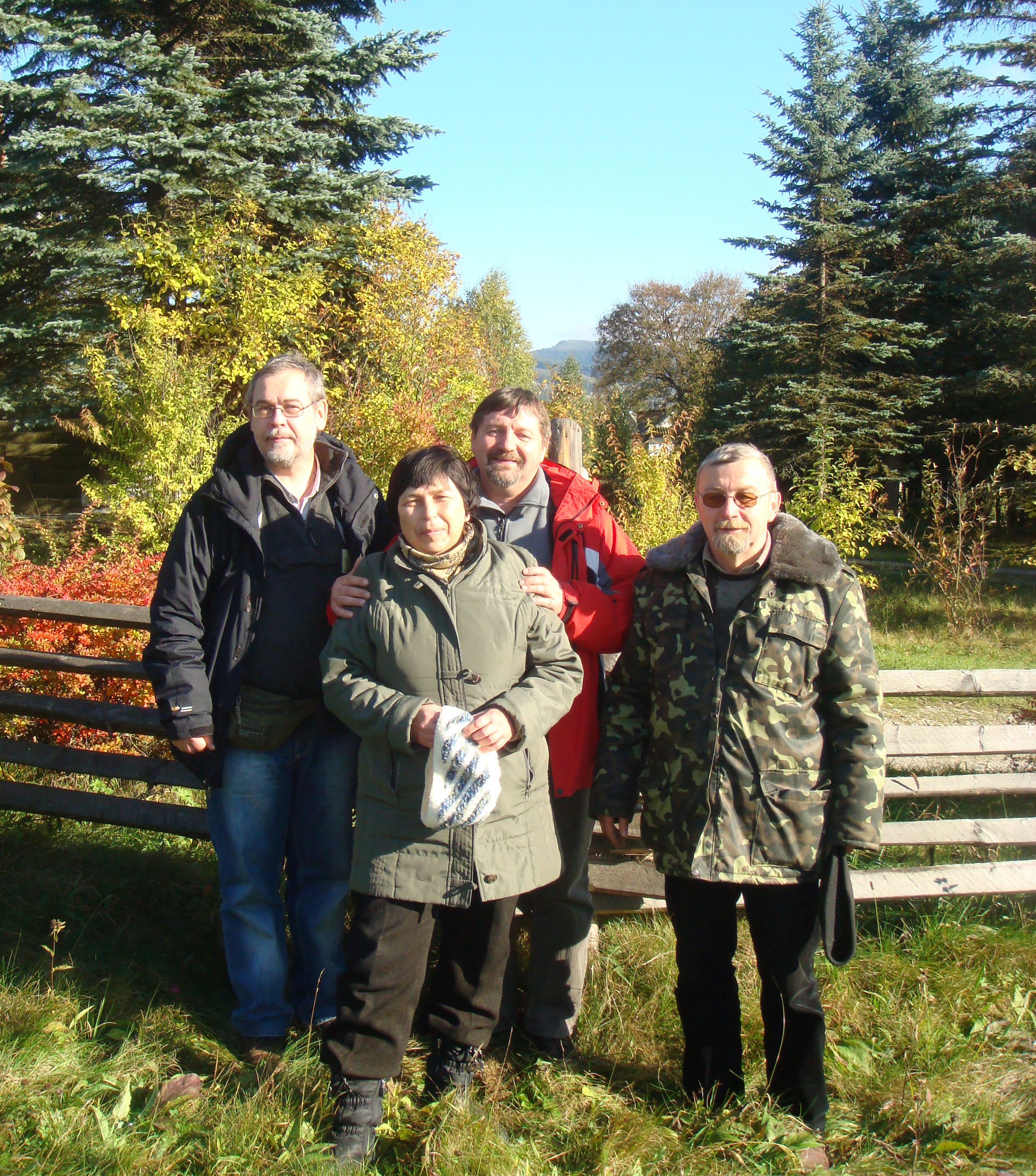
Олександр Киселюк (праворуч) в групі членів Ради Теріошколи, що пройшли шлях від 1 (1994) до 20 (2013) теріошколи

Олександр Киселюк бере активну участь у роботі багатьох наукових товариств та громадських об'єднань природоохоронного напрямку роботи. Від 1993 року і дотепер є активним учасником щорічних теріологічних шкіл-семінарів. Він є одним з засновників Теріошколи та організатором ювілейної XX зустрічі, яка пройшла з 30 вересня до 5 жовтня 2013 року в Карпатському НПП.

## Окремі наукові статті
- Довганич Я. О., Киселюк О. І. Копитні та хижі ссавці // Біорізноманіття Карпатського біосферного заповідника. — К.: Інтерекоцентр, 1997. — С. 273—274.
- Киселюк О. Кажани Карпатського національного парку // Європейська ніч кажанів '98 в Україні: Збірник наукових праць / Під ред. І. Загороднюка. — Київ, 1998. — С. 84-86. — (Праці Теріологічної Школи, Вип. 1).
- Киселюк О. І., Годованець Б. Й. Хребетні природного заповідника «Горгани» // Заповідна справа в Україні. — 2000. — Том 6, Випуск 1-2. — С. 35-41.
- Киселюк О. Особливості угруповань дрібних ссавців високогірних лук Східних Карпат // Ссавці відкритих просторів / За ред. І. Загороднюка / Укр. теріол. тов-во НАН України. — Київ, 2001. — С. 28-30. — (Novitates Theriologicae. Pars 5).
- Киселюк О. Сезонні аспекти хіроптерофауни північно-східних макросхилів Карпат // Міграційний статус кажанів в Україні / За ред. І. Загороднюка. — Київ: Українське теріологічне товариство, 2001. — 90-92. — (Novitates Theriologicae. Pars 6).
- Киселюк О. І. Динаміка чисельності дрібних видів ссавців у мішаних лісах // Науковий вісник Ужгородського національного університету. Серія Біологія. Ужгород. — 2001. — № 9. — С. 273—276.
- Киселюк О. І., Клапчук В. М., Тимчук О. В. Сторінками Червоної книги / Міністерство екології та природних ресурсів України, Карпатський національний природний парк. — Яремче, 2001. — 137 с. (ISBN 966-7524-26-4).
- Киселюк О. І. Стан популяції вовка (Canis lupus) в Картпатському національному природньому парку // Вестн. зоологии. — 2001. — Т. 35, № 4. — С. 97-101.
- Загороднюк І., Киселюк О., Поліщук І., Зеніна І. Бальні оцінки чисельності популяцій та мінімальна схема обліку ссавців // Вісник Львівського університету. Серія біологічна. — 2002. — № 30. — С. 8-17.
- Киселюк О. Особливості проведення обліку великих ссавців у гірських умовах // Вісник Львівського університету. Серія біологічна. — 2002. — № 30. — С. 18-22.
- Киселюк О. І. Населення дрібних ссавців лісових екосистем північно-східного макросхилу Українських Карпат // Вісник Луганського педагогічного університету імені Тараса Шевченка. Серія Біологічні науки. — 2002. — № 1 (45). — C. 15-18.